# Pep Blay
Pep Blay (Josep Blay Boqué, * 2. September 1966 in Tarragona, Spanien) ist ein katalanischer Schriftsteller, Drehbuchautor, Musikjournalist und gehört zu den bekannten Gegenwartsautoren Kataloniens. Als Musikjournalist interviewte er Größen wie Lou Reed, The Cure und Nick Cave. Er arbeitet mit spanischen Künstlern zusammen, wie beispielsweise Enrique Bunbury, Iván Ferreiro, Amparanoia.

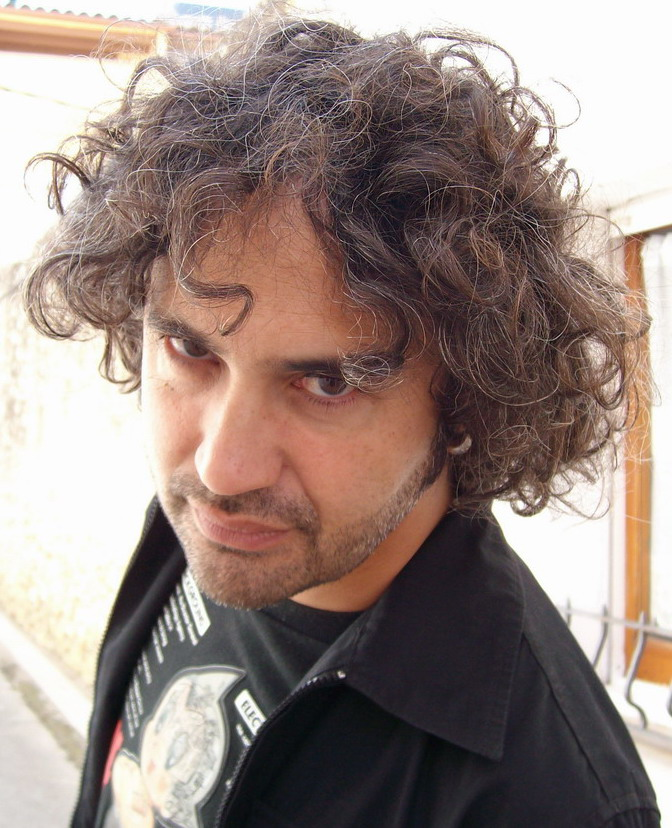
Pep Blay

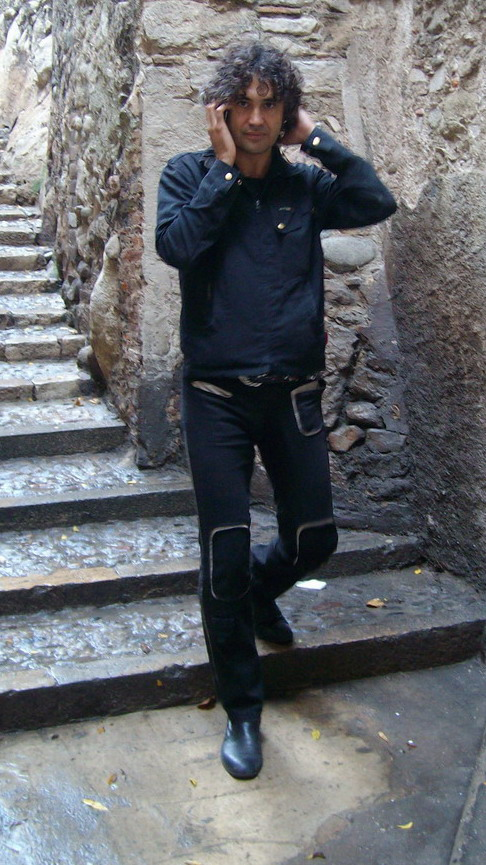
Pep Blay

## Leben
Blay wurde am 2. September 1966 in Tarragona als jüngstes von drei Kindern geboren. Schon früh entwickelte er eine besondere Neigung zu Literatur und Sprache. Daher studierte er von 1984 bis 1989 katalanische Philologie an der Fakultät Tarragona der Universität Universitat de Barcelona. Während des Studiums arbeitete er als Kulturjournalist für die katalanische Tageszeitung Catalunya Sud, veröffentlichte Gedichte in der Zeitschrift Negre+Roig und gründete das Kollektiv Andrògina Productions.
Nach dem Studium zog Blay nach Barcelona, um ein postgraduales Studium der Theatertheorie und -kritik zu beginnen und Japanisch zu studieren. Im selben Jahr begann er, für die katalanische Tageszeitung AVUI über Literatur zu schreiben, und leitete vier Jahre lang das Beilagenblatt Rock & Classics. Außerdem arbeitete er für Zeitschriften wie El Temps, Catalònia und Cultura. Zwischen 1990 und 2000 trat Blay sporadisch auf, um Poesie zu rezitieren, wovon ein Fragment auf der DVD Poesia en viu a Barcelona (Habitual Video Team / Propost.org, 1991–2003) zu finden ist.
Seine Karriere als Musikredakteur begann Blay 1993 bei AVUI. Im selben Jahr startete er auch als Sänger der tarragonischen Post-mortem-Untergrundband Els Patètix, bei der er drei Jahre blieb. 1995 veröffentlichte er innerhalb der Sammlung Los Autores (SGAE Barcelona) eine  Biografie über den katalanischen Musiker und Liedermacher Lluís Llach. Blays Schaffen beim katalanischen Fernsehsender Televisió de Catalunya begann 1999, wo er unter anderem als Programmdirektor des Kabaretts Bohèmia, als Drehbuchautor und Art Director arbeitete. Weitere Biografien über katalanische Rockbands veröffentlichte er 2002 („Sopa de Cabra. Si et quedes amb mi“, Rosa dels Vents) und 2003 („Els Pets. Cara a cara“, Rosa dels Vents). Bei der Zeitschrift Enderrock schuf er die Serie „Sexe, Blay & rock’n’roll“, die in engem Zusammenhang mit später entstandenen Arbeiten steht.
Seine Leidenschaft für das Reisen führte Blay schon in frühen Jahren durch Europa, in die USA, nach Island, Tansania und Mexiko. Im September 2003 begab er sich für ein Jahr auf Weltreise, um die Kulturen Australiens, Neuseelands, Papua-Neuguineas, Brasiliens und Japans zu erleben. Die Erfahrungen bedeuteten eine Wende in Blays Leben, so dass er 2006 als Drehbuchautor des Reiseprogramms Km33 beim katalanischen Fernsehsender Tv3 zu arbeiten begann, wodurch er weitere Reisen wie etwa nach Marokko, Burkina Faso, Mali und New York unternahm. Reiseberichte und andere Reportagen sendet er beim katalanischen Radiosender iCat fm.
Bekannt wurde Blay, der seit jeher Anhänger des Vampirismus und der Polipoesie ist, durch seinen 2004 herausgegebenen Roman „Vampíria Sound“ (Plaza & Janés Editores, S.A.), einem radikalen, zeitgenössischen Musikthriller. Im Jahr 2007 gab er die Romanbiografie „Enrique Bunbury. Lo demás es silencio“ (Plaza & Janés) heraus.
Im Jahr 2009 veröffentlichte er den Teenager-Fantasy-Roman „Gotholàndia“ (Montena) wurde auf Katalanisch, zeitgleich kam „Erótica Mix“, vier Kurzgeschichten über Musik und Sex sowohl in einer katalanischen (Rosa dels Vents) als auch spanischen (bei Plaza & Janés) Ausgabe auf den Markt. Am Jahresende schuf er als Art Director gemeinsam mit spanischen Stars wie Bunbury, Iván Ferreiro, Amparanoia die CD „Més raons de pes. El tribut a Umpah-Pah“.
Blay wohnte lange Zeit in Barcelona.

## Werke
- Lluís Llach. Col•lecció „Los Autores“, Barcelona, 1995, SGAE.
- Sopa de Cabra. Si et quedes amb mi. Barcelona, 2002, Rosa dels Vents. 1ª Edición, 336 Seiten, katalanisch. ISBN 84-01-38607-1.
- Els Pets. Cara a cara. Barcelona, 2003, Rosa dels Vents. 1ª Edición, 360 Seiten, katalanisch. ISBN 84-01-38630-6.
- Vampíria Sound. Barcelona, 2004, Plaza & Janés Editores S.A. Colección Narrativa Rosa dels vents. Katalanisch. ISBN 84-01-38654-3.
- Enrique Bunbury. Lo demás es silencio. Barcelona, 2007, Plaza & Janés. 448 Seiten, spanisch. ISBN 978-84-01-30551-1.
- Gotholàndia. Barcelona, 2009, Montena. 272 Seiten, katalanisch. ISBN 978-84-8441-504-6.
- Eròtica Mix. Barcelona, 2009, Rosa dels Vents. 304 Seiten, katalanisch. ISBN 978-84-01-38727-2.
- Erótica Mix. Barcelona, 2009, Plaza & Janés. 296 Seiten, spanisch. ISBN 978-84-01-33707-9.
- Pretòria. Barcelona, 2010, Ed. Alisis. Ara Llibres SCCL. 229 Seiten, katalanisch. ISBN 978-84-937628-6-5.

### Beschreibung
- Lluís Llach (Col•lecció „Los Autores“, SGAE, Barcelona, 1995) ist eine Biografie über den katalanischen Musiker und Liedermacher Llach, die eine Chronologie, eine Sammlung von Fotos, Anthologie der Songs und Diskografie beinhaltet.

- Sopa de Cabra. Si et quedes amb mi (Rosa dels Vents, 2002) ist die Biografie über eine katalanische Rockband, die von 1986 bis 2002 großen Einfluss in Katalonien hatte.

- Els Pets. Cara a cara (Rosa dels Vents, 2003) ist die Biografie über eine weitere katalanische Rockband.

- Vampíria Sound (Plaza & Janés Editores S.A., 2004) ist ein Musikroman mit Elementen des Thrillers und Vampirismus, der nach einem Konzert von Lou Reed in Barcelona spielt.

- Enrique Bunbury. Lo demás es silencio (Plaza & Janés, 2007) ist eine Romanbiografie über den spanischen Sänger Enrique Bunbury.

- Gotholàndia (Montena, 2009) ist ein Fantasyroman für ältere Kinder und Jugendliche. Ein Teenager ist Fan von Videospielen und befindet sich plötzlich selbst in einem von ihnen. In diesem Roman druckt er die wörtliche Rede eines der Romanhelden in Spiegelschrift, wodurch das Lesen selbst zu einer Art Spiel wird.

- Eròtica Mix (katalanisch, Rosa dels Vents, 2009) / Erótica Mix (spanisch, Plaza & Janés, 2009) sind vier Kurzgeschichten, in denen Musik und Sex verbunden sind: 1.) Tuyyosomossexo.com (deutsch: Duundichsindsex.com)– Ein Musikfan kommt im Internet in Kontakt mit einer Sängerin. Zwischen beiden entsteht Sex pur, doch schließlich wird aus dieser verrückten Neigung eine Qual. 2.) Cartas de amor a la mujer burbuja (deutsch: Liebesbriefe an die Blasenfrau)– Mails, SMS und Liebesbriefe zweier Liebender, die für einander geschaffen sind, doch jeder lebt in seiner eigenen Welt, seiner eigenen „Blase“, die jeden Augenblick zu platzen droht. 3.) 7 – Ein Mädchen stirbt während der Messe in einer Kirche. À la Agatha Christie gibt es 7 Verdächtige, die alle auf irgendeine Art ein sexuelles Verhältnis mit dem Liebsten der Toten und wiederum eine Verbindung zu den 7 Todsünden haben. Und als das Mädchen starb, wurde „Seven“ von David Bowie gespielt. 4.) Erótica Mix – Als Mario nach einer langen Beziehung allein lebt, gelangt er auf der Suche nach Sex ins Internet. Dort trifft er drei Damen, die sich in ihn verlieben. Und Mario entscheidet sich, den nächsten Schritt zu tun: raus aus der virtuellen Welt, rein in die Realität.

- Pretòria (katalanisch, Ara Llibres, 2010) - Katalonien ist in Gefahr. Um seine Ziele zu erreichen, beauftragt der Präsident die beste Agentin des Landes, Rosa Blanca, die eine Musikfanatikerin und ans Ipod gefesselt ist, mit einer delikaten Mission. Unerwartet führen die Spuren Rosa nach Pretoria, wo der Bürgermeister, der Städtebauinspizient, der Ex-Vizepräsident der Generalitat, ein hoher Mitarbeiter aus Politik und Finanzwesen und ein Exabgeordneter, der aus seiner Partei verwiesen wurde, in eine vielschichtige Intrige verwickelt sind.